# Tuschpenna

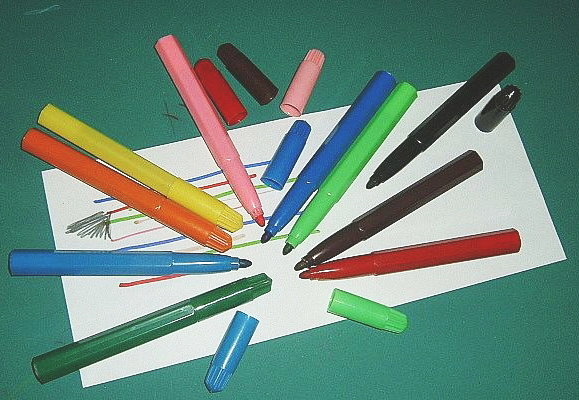
Tjockspetsade tuschpennor.

Tuschpenna, filtpenna eller fiber(spets-)penna är en penna med ett stift av filt som används för att måla eller skriva med lättflytande vatten- eller alkoholbaserad färg. Pennorna finns i många olika tjocklekar, former och färgnyanser.
Ordet tuschpenna är belagt sedan 1923 i den betydelsen. Tidigare avsåg tuschpenna en penna med stift som doppades i tusch.
Färgen från tuschpennor är inte giftig, enligt den svenska giftinformationscentralen.